# 堅景
堅景為位在緬甸伊洛瓦底省興實達縣堅景鎮區的城市。2014年人口96,083人。該城市為堅景鎮區之行政中心。